# For Tomorrow
«For Tomorrow» —en español: «Para mañana»— es una canción de la banda británica de rock alternativo Blur. Es la pista principal de su segundo álbum, Modern Life Is Rubbish (el título aparece en las letras). Lanzada el 19 de abril de 1993 como el primer sencillo del álbum, «For Tomorrow» se ubicó en el número 28 en la UK Singles Chart. La versión extendida Visit to Primrose Hill de «For Tomorrow» se incluyó en los álbumes recopilatorios de la banda, Blur: The Best of, (siendo la única canción de Modern Life Is Rubbish que se destacó) y Midlife: A Beginner's Guide to Blur.

## Contexto
En este período, la banda había realizado una gira por Estados Unidos que les desagradó profundamente, sobre todo porque el país era la cuna del grunge y el público no era receptivo a su música. Después de esa gira, el cantante principal, Damon Albarn, comenzó a escribir canciones con un toque muy británico. Esta fue una de esas canciones, compuesta el día de Navidad de 1992 en el piano familiar en la casa de sus padres. David Balfe, el director de la compañía discográfica de la banda, encargó esta canción ya que el álbum original no tenía ningún sencillo de éxito.
Como el resto de Modern Life Is Rubbish, la canción fue producida por Stephen Street, aunque Jeff Lynne también fue considerado como un posible productor.
El coro presenta un estribillo de «la la la», cantado por coristas femeninas, a quienes Street instruyó para cantar como Thunderthighs en los sencillos clásicos de Mott the Hoople. El guitarrista Graham Coxon explicó que «Todos, en cualquier lugar del mundo, saben lo que significa "la la la"». La banda también utilizó por primera vez una sección de cuerdas, The Duke String Quartet. La portada del sencillo de los dos aviones de combate de la Segunda Guerra Mundial fue utilizada por la banda como una sensación de britanismo.

## Lanzamiento y recepción
El sencillo fue lanzado sin un formato de vinilo de 7", posiblemente para enfatizar la importancia de la versión «Visit to Primrose Hill Extended» de seis minutos de duración que aparece en el vinilo, casete y el CD 1 de 12". Sin embargo, el CD 2 incluyó la «versión sencillo» más corta. La canción llegó al número 28 en el Reino Unido en su primera semana de lanzamiento, una posición igualada por el siguiente single de Blur, «Chemical World». Esta fue la tercera posición más baja en la lista que alcanzó la banda en el Reino Unido, el sencillo anterior «Popscene» había alcanzado el número 32 y «She's So High» en 1990 no lo hizo. Entra en el Top 40, ubicándose en el número 48. La canción no llegó a las listas de otros países.
Al igual que el siguiente sencillo de la banda, «Chemical World», el CD 1 contenía una gran caja Compac-Plus para colocar tanto el CD 1 como el CD 2, pero el CD 2 se vendió por separado.
La canción recibió muchas más críticas que «Popscene».

## Temas líricos
La letra de la canción trata sobre Londres, y especialmente Primrose Hill, una colina en el distrito de Camden, al norte de Londres. Desde allí se puede ver todo el centro de Londres ante ellos. La frase completa de la canción dice Take a drive to Primrose Hill // It's windy there, and the view's so nice. Parte del video promocional también se filmó en Primrose Hill.
El final de la canción tiene un verso sobre un hombre, Jim, que entra en su casa en Emperors' Gate, SW7 (Kensington). Cuando los padres de Albarn se mudaron por primera vez a Londres, vivían en un piso contiguo a The Beatles. En una entrevista de 2005, Damon Albarn declaró que usó Emperors' Gate en la letra debido a esto (13 Emperors' Gate fue el primer hogar londinense de los Lennon; vivieron allí en 1964). Le pareció «romántico» que sus padres vivieran junto a estas personas.

## Aumento de estatura
Al igual que Modern Life is Rubbish, el álbum en el que aparece esta canción, «For Tomorrow», ha aumentado de estatura desde su lanzamiento. La canción llegó al número 15 en una encuesta Time Out sobre las mejores canciones de Londres, la revista calificó la canción como un «himno indie». Además, la revista Mojo eligió esta canción en su lista de las «50 mejores canciones británicas de la historia». En una votación de blurtalk.com, «For Tomorrow» fue votado en quinto lugar entre todos los sencillos de la banda, a pesar de ser el tercero en la lista más baja en su lanzamiento.

## Video musical
El video, dirigido por Julien Temple, fue filmado en un estilo clásico en blanco y negro y se rodó íntegramente en Londres. Algunas escenas repetidas son las siguientes:
- La banda en Trafalgar Square
- Disparos de Columna de Nelson
- Albarn asomado a un autobús de Londres
- La banda volando cometas en la cima de Primrose Hill
- Albarn flotando en el río Támesis
- Los residentes jóvenes y mayores sincronizan los labios de la canción frente a Trellick Tower

El video termina con Albarn rodando por Primrose Hill con una chica.

## Lista de canciones
Todas las canciones escritas por Albarn, Coxon, James y Rowntree.
CD 1
1. «For Tomorrow» (Visit to Primrose Hill extendida) – 6:00
2. «Peach» – 3:57
3. «Bone Bag» – 4:03

CD 2
1. «For Tomorrow» (versión sencillo) – 4:20
2. «When the Cows Come Home» – 3:49
3. «Beachcoma» – 3:37
4. «For Tomorrow» (versión acústica) – 4:41

12" y Casete
1. «For Tomorrow» (Visit to Primrose Hill extendida) – 6:00
2. «Into Another» – 3:54
3. «Hanging Over» – 4:27

## Posicionamiento en las listas
| Listas (1993)            | Posición más alta |
| ------------------------ | ----------------- |
| Australian Singles Chart | 119               |
| UK Singles Chart         | 28                |

## Personal
- Damon Albarn: voz principal, órgano
- Graham Coxon: Guitarra, coros
- Alex James: bajo, coros
- Dave Rowntree: batería, coros